# Azammur
Azammur (arab. أزمّور, fr. Azemmour, port. Azamor) – miasto, zamieszkane przez ok. 39 400 osób, w Maroku, w regionie Wielka Casablanca.

## Historia
Azammur powstało jako osada berberska. W XV wieku Azammur dostało się pod panowanie Portugalczyków, którzy jednak opuścili miasto po ledwie 30 latach. W kolejnych latach Azammur zależne było od władców Fezu, a następnie całego Maroko. W czasach wzmożonej wymiany handlowej między Marokiem a Europą miasteczko pozostawało zamknięte dla europejskich kupców, skutkiem czego rozwinęło się tylko nieznacznie. Współcześnie jest to niewielka miejscowość wypoczynkowa na Oceanem Atlantyckim.

## Medyna
Medyna w Azammurze otoczona jest starymi wałami obronnymi, wzniesionymi przez Portugalczyków. Na Place du Souk w obszarze medyny wznosi się brama z półokrągłym łukiem w europejskim stylu. W pobliżu zachowały się ruiny starej kasby. Północny kraniec medyny zajmuje stara dzielnica żydowska (mellah), zamieszkana przez Żydów jeszcze w latach 60. XX wieku. Na jej terenie stoi dobrze zachowana synagoga, będąca celem pielgrzymek miejscowej diaspory żydowskiej.